# Gonghe Shuiku (reservoar i Kina, Hubei)
Gonghe Shuiku är en reservoar i Kina. Den ligger i provinsen Hubei, i den centrala delen av landet, omkring 250 kilometer väster om provinshuvudstaden Wuhan. Gonghe Shuiku ligger 130 meter över havet. Arean är 5,3 kvadratkilometer. I omgivningarna runt Gonghe Shuiku växer i huvudsak blandskog. Den sträcker sig 5,9 kilometer i nord-sydlig riktning, och 3,7 kilometer i öst-västlig riktning.
Genomsnittlig årsnederbörd är 1 199 millimeter. Den regnigaste månaden är augusti, med i genomsnitt 174 mm nederbörd, och den torraste är december, med 14 mm nederbörd.